# ベン・バーズマン
ベン・バーズマン（Ben Barzman、1910年10月12日 - 1989年12月15日）は、カナダの脚本家。

## 作品
- 影の暗殺者/フランスの陰謀
- ブルー・マックス
- テレマークの要塞
- 訪れ
- ローマ帝国の滅亡
- 脱走計画
- 狙われた男
- 宿命
- 非情の時
- コンクリートの中の男
- 緑色の髪の少年
- バターンを奪回せよ